# Калашниково (станция)
Кала́шниково — железнодорожная станция на главном ходу Октябрьской железной дороги, расположена в посёлке Калашниково Лихославльского района Тверской области.

## История
Станция была открыта в 1850 году под названием Калашниковская в составе участка Тверь — Вышний Волочёк Санкт-Петербурго-Московской железной дороги и относилась к  IV  классу. Приказом МПС № 227 от 21 декабря 1850 года утверждено название станции, от находящемся близь  деревни и ручья Калашникова. После переименовании дороги 8 (20) сентября 1855 года, станция в составе Николаевской железной дороги, и в 1863 году  получила нынешнее название в создаваемой сети железных дорог.
Первоначально на станции было построено две каменные водонапорные башни и две деревянные высокие платформы, по обеим сторонам от путей. В 1866 году, в связи с удлинением состава поездов, производились работы по удлинению пассажирских платформ. Во время правления Главным обществом российских железных дорог, с 1868 по 1893 годы, на станции был построен деревянный вокзал, размером 7,70х3,60 саж ( 15,4х7,2 м). Для предохранения пассажиров от осадков, ожидающих прибытия и отправления поездов, в 1889—1890 годах, на платформах строятся деревянные, крытые железом и обшитые с трёх сторон навесы, длиной 18 сажень (36 метров). В 1903 году был произведён капитальный ремонт пассажирского здания (вокзала).
Создание станции сделало возможным превращение деревни в посёлок, где начали развиваться промышленное производство (в 1887 основан стекольный завод Н. А. Добровольского, сегодня известный как градообразующее предприятие Калашниковский Электроламповый завод (КЭЛЗ)).
С 27 февраля 1923 года, после переименовании дороги, станция в составе Октябрьской железной дороги, приказом НКПС № 1028 от 20 августа 1929 года станция в составе Октябрьских железных дорог, с 1936 года станция в составе Октябрьской железной дороги.
Согласно тарифному руководству № 4 от 1965 года на станции производится работы по приёму и выдачи повагонных грузов, допускаемых к хранению на открытых площадках, хранению грузов повагонными и мелкими отправками, загружаемых целыми вагонами на подъездных путях и местах необщего пользования, приёму и выдачи повагонных грузов, допускаемых к хранению в крытых складах, приёму и выдачи грузов в универсальных контейнерах МПС массой брутто 3-5 тонн на подъездных путях, а также  продажа билетов на все пассажирские поезда, приём и выдача багажа. Согласно тарифному руководству № 4 от 2000 года станция производит работы по приёму и выдачи повагонных отправок грузов, допускаемых к хранению на открытых площадках, приём и выдача грузов повагонными и мелкими отправками, загружаемых целыми вагонами на подъездных путях и местах необщего пользования, приёму и выдачи грузов в универсальных контейнерах МПС массой брутто 3-5 тонн на подъездных путях, а также  продажа билетов на все пассажирские поезда, приём и выдача багажа. Согласно приказу Росжелдора № 300 от 31 июля 2014 года на станции приём и выдача багажа не производится.
В 1971 году присвоен код ЕСР № 0719,  1975 году присвоен новый код ЕСР № 07190,  1985 году станция получила новый код АСУЖТ (ЕСР) № 062308.

В 1982 году станции присвоен код Экспресс-2 № 20455, а в 1994 году получила новый код Экспресс-3 № 2004455.
В 1899 году от станции были устроены пути в балластьер Удельного ведомства.
В 1930-х от Калашниково связали узкоколейной железной дорогой с торфоразработоками у поселка Ольховка Во время ВМВ войны торфопредприятие Ольховки обеспечивало топливом в том числе город Калинин В начале 1960-х запасы торфа были исчерпаны и торфоразработки закрыты. После закрытия торфоразработок узкоколейка ещё некоторое время действовала на территории КЭЛЗ.
Станция была первой в Российской Федерации, оборудована шведской микропроцессорной системой централизации стрелок и сигналов EBI Lock 950.

## Движение
На станции останавливаются все 8 пар электричек, курсирующих между станциями Тверь и Бологое. Поезда дальнего следования на станции не останавливаются.